# Горбун из Нотр-Дама II
«Горбун из Нотр-Дама 2» (англ. The Hunchback of Notre Dame II) — сиквел диснеевского мультфильма «Горбун из Нотр-Дама» (1996), вышедший 19 марта 2002 года.
Всех персонажей, присутствовавших в первом фильме, озвучивают те же актёры, за исключением архидьякона, которого озвучил Джим Каммингс, заменив Дэвида Огдена Стирса, и Лаверн, которую озвучила Джейн Уитерс, заменив Мэри Уикс, умершую во время производства первого фильма. Там же Клод Фролло погиб, и поэтому Тони Джей не участвовал в озвучивании продолжения. Хайди Молленхайер также не пела в роли Эсмеральды.

## Сюжет
Действие фильма происходит в 1488 году, через 6 лет после событий, описанных в первом фильме. Капитан Феб и Эсмеральда женаты и имеют сына по имени Зефир. Их друг семьи Квазимодо теперь общается с людьми, но также живёт в соборе с приятелями-горгульями.
Тем временем группа воров во главе с элегантным красавцем Сарушем приезжают в город под видом бродячего цирка, желая украсть колокол собора, отделанный изнутри драгоценными камнями. Главарь банды посылает в собор свою верную помощницу Мадлен, но она сбегает, испугавшись горбуна. Последний влюбляется в неё.
Саруш велит Мадлен подобраться поближе к Квазимодо и отвлечь его на время похищения колокола. Феб вскоре подозревает приезжего в серии грабежей, а он, в свою очередь, обвиняет Мадлен, которая сама не хочет воровать, но вынуждена делать это. Она пытается признаться Квазимодо во всём, хотя не успевает. Колокол похищают, а Мадлен бросают в тюрьму.
Зефир же, увидев, как Саруш похищает колокол, следит за ним, но попадает в ловушку. Феб находит циркача, однако тот приказывает выпустить его в обмен на жизнь Зефира. Мадлен спасает мальчика и признаётся Квазимодо в любви. Во время праздника они целуются и сообщают о своей любви всему Парижу.

## В ролях
| Персонаж           | Оригинальное озвучивание |
| ------------------ | ------------------------ |
| Гюго               | Джейсон Александер       |
| Мадлен             | Дженнифер Лав Хьюитт     |
| Квазимодо          | Том Халс                 |
| Клопен             | Пол Кендел               |
| Виктор             | Чарльз Кимбро            |
| Феб                | Кевин Клайн              |
| Саруш              | Майкл МакКин             |
| Эсмеральда         | Деми Мур                 |
| Зефир              | Хэйли Джоэл Осмент       |
| Лаверн             | Джейн Уитерс             |
| Архидьякон         | Джим Каммингс            |
| Один из стражников | Джо Лэла                 |
| Ахилл              | Фрэнк Уэлкер             |
| Джали              | Фрэнк Уэлкер             |
| Леди ДеБёрн        | Эйприл Уинчелл           |

## Критика
- Сейчас фильм имеет рейтинг 22 % на Rotten Tomatoes, со средней оценкой 3.6 из 10 баллов[1]. Критики и зрители недовольны низким качеством анимации по сравнению с предыдущим фильмом.

## Саундтрек
- «Le Jour D’Amour»
- «An Ordinary Miracle»
- «I’d Stick With You»
- «Fa la la la Fallen In Love»
- «I’m Gonna Love You»